# Anomala phyllis
Anomala phyllis är en skalbaggsart som beskrevs av Ohaus 1925. Anomala phyllis ingår i släktet Anomala och familjen Rutelidae. Inga underarter finns listade i Catalogue of Life.